# Étizolam
L'étizolam est une thiénodiazépine qui est proche de la famille des benzodiazépines. C'est la version thiophène du triazolam. 
Elle possède les effets caractéristique de cette famille de tranquillisants : c'est un anxiolytique, un hypnotique, myorelaxant, anticonvulsivant et amnésiant. L'étizolam est principalement utilisé pour ses propriétés anxiolytiques et sédatives. Elle a une demi-vie très courte (environ six heures) comme l'alprazolam. 
Elle semble être étudiée depuis les années 1970, et plus spécifiquement depuis son apparition sur le marché des nouveaux produits de synthèse. 
Elle est vendue sous les noms de marques de Etilaam, Etizest ou Etila sur le Web, mais ne possède pas d'autorisation de mise sur le marché en France. Elle est légalement vendue au Japon sous ordonnance sous diverses appellations comme Capsafe, Etisedan ou Sedekopan. 
La seule thiénodiazépine commercialisée en France est le clotiazépam.

## Posologie
Les doses étudiées vont de 0,5 mg à 4 mg par prise, avec des effets secondaires dose-dépendants.
La dose standard est de 0,5 mg et la dose maximale recommandée est de 4 mg.

## Pharmacologie

### Pharmacocinétique
L'étizolam est très bien absorbé dans le tractus gastro-intestinal. Le pic plasmatique est atteint en environ une heure, et la demi-vie d'élimination semble varier selon les études, et semble avoir été sous-estimée durant les plus anciennes études ; les auteurs modernes s'accordant plus sur une demi-vie d'élimination variant de 7 à 15 heures.
L'étizolam est majoritairement métabolisé par le CYP 3A4 en α-hydroxyetizolam, qui semble être actif et posséder une plus grande demi-vie.
Il est également métabolisé par conjugaison.

### Pharmacodynamie
L'étizolam est probablement, comme d'autres benzodiazépines et apparentés, un inducteur allostérique du GABA, c'est-à-dire qu'il améliore la fixation du GABA sur ses récepteurs et amplifie donc son effet.
Le GABA étant un neurotransmetteur inhibiteur du système nerveux central, l'effet de l'étizolam est qualifié d'inhibiteur du SNC et est considéré comme plus puissant que l'alprazolam.
Il agit également sur la recapture de la noradrénaline en l'inhibant, ce qui expliquerait son action d'antidépresseur. L'étizolam libèrerait, comme le diazépam, d'après des études sur des rats, de l'acétylcholine dans l'hippocampe et le cortex préfrontal.

### Effets
L'étizolam possède un effet anxiolytique puissant comme l'alprazolam, ainsi qu'un effet sédatif très prononcé par rapport à plusieurs benzodiazépines, se rapprochant du zolpidem. En raison de ces effets et de son interdiction sur le marché français, son usage est très souvent détourné dans un usage récréatif ou dans le but de réduire les symptômes de sevrage de diverses drogues stimulantes. 

## Classification
L'étizolam est une benzodiazépine de puissance et d'effets similaires à l'alprazolam, comparativement moitié moins puissante que l'alprazolam. Le 13 décembre 2019, l'Organisation mondiale de la santé recommande le placement de l'étizolam au tableau IV de la Convention sur les substances psychotropes de 1971.

### Dosage
Le dosage de 1 milligramme d'étizolam correspond à environ 0,5 mg d'alprazolam ou comparativement à 10 mg de diazépam (Valium).